# 페리 새턴
페리 새턴(Perry Saturn, 1966년 10월 25일 ~ )은 미국의 남자 프로레슬링 선수이며, 본명은 페리 아서 사툴로(Perry Arthur Satullo)이다. 피니쉬는 모쓰 커버드 쓰리 핸들리드 패밀리 그랜더자(스윙 크레들 수플렉스), 데스 벨리 드라이버, 링즈 오브 새턴(시저스 암바), 다이빙 엘보우 드롭으로 사용을 한다. 키는 177cm(5 ft 10 in)에다가 몸무게는 118kg(260 lb)이다. 아주 대단한 체격이다. 1985년 프로레슬링 입문으로 밝혀졌다.
17세에 미국 육군에 입대해 4년간 복무했으며 이 후... 레인저 스쿨을 졸업했다.
2004년 4월 강간 위협을 받고 있던 여성의 도움 요청에 응해 두 명의 남성과 말다툼을 벌인 뒤 몸싸움으로 이어졌고, 난투극 도중 목 뒷부분과 오른쪽 어깨에 권총으로 총격을 당해 치료를 받게 되었다. 이후 치료 도중 메스암페타민에 중독되어 2년 반 동안 노숙자 생활을 했으며 그 뒤 몇 년 동안 그의 가족과 지인들조차 행방을 모르는 상태가 되었다가 중독을 해결한 2010년에 다시 모습을 드러내었다.

## 수상
- 3WX 퓨어 레슬러 챔피언 (1회)
- ECW 월드 태그팀 챔피언 (3회) - 존 크로노스
- IWF 라이트 헤비웨이트 챔피언 (2회)
- IWF 노스 아메리칸 챔피언 (1회)
- IWF 태그팀 챔피언 (1회) - 테라 라이징
- PWI 랭크드 힘 #47 오프 더 500 베스트 싱글즈 레슬러 오프 더 'PWI 500" 인 1999
- PWI 랭크드 힘 #227 오프 더 500 베스트 싱글즈 레슬러 오프 더 'PWI 이열즈" 인 2003
- PWI 랭크드 힘 #89 오프 더 500 베스트 태그팀즈 오프 더 "PWI 이열즈" 위드 존 크로노스 인 2003
- USAW 월드 태그팀 챔피언 (1회) - 존 크로노스
- WCW 월드 텔레비 챔피언 (1회)
- WCW 월드 태그팀 챔피언 (2회) - 레이븐 (1회), 크리스 벤와 (1회)
- 유니버셜 헤비웨이트 챔피언 (1회)
- WWF 유러피언 챔피언 (1회)
- WWF 하드코어 챔피언 (2회)